# Gloioxanthomyces
Gloioxanthomyces is een geslacht van schimmels. De familie van het geslacht is nog onzeker (Incertae sedis). 

## Soorten
Het geslacht telt slechts twee soorten namelijk:
- Gloioxanthomyces nitidus
- Gloioxanthomyces vitellinus